# Stefan Broenink
Stefan Broenink (conocido como Stef Broenink; Apeldoorn, 19 de septiembre de 1990) es un deportista neerlandés que compite en remo.
Participó en dos Juegos Olímpicos de Verano, obteniendo dos medallas de plata, en Tokio 2020 y París 2024, ambas la prueba de doble scull.
Ganó una medalla de oro en el Campeonato Mundial de Remo de 2023 y cuatro medallas en el Campeonato Europeo de Remo entre los años 2019 y 2023.

## Palmarés internacional
| Juegos Olímpicos   | Juegos Olímpicos  | Juegos Olímpicos  | Juegos Olímpicos |
| Año                | Lugar             | Medalla           | Prueba           |
| ------------------ | ----------------- | ----------------- | ---------------- |
| 2020               | Tokio (Japón)     | Medalla de plata  | Doble scull      |
| 2024               | París (Francia)   | Medalla de plata  | Doble scull      |
| Campeonato Mundial |                   |                   |                  |
| Año                | Lugar             | Medalla           | Prueba           |
| 2023               | Belgrado (Serbia) | Medalla de oro    | Doble scull      |
| Campeonato Europeo |                   |                   |                  |
| Año                | Lugar             | Medalla           | Prueba           |
| 2019               | Lucerna (Suiza)   | Medalla de plata  | Scull individual |
| 2020               | Poznań (Polonia)  | Medalla de oro    | Doble scull      |
| 2021               | Varese (Italia)   | Medalla de plata  | Doble scull      |
| 2023               | Bled (Eslovenia)  | Medalla de bronce | Doble scull      |